# 오늘부터 마왕
《오늘부터 마왕》(今日からマ王! Kyo Kara Maoh!)은 일본의 타카바야시 토모가 쓴 문고판 소설(라이트 노벨)시리즈 및 이를 바탕으로 제작된 애니메이션, 만화, 드라마CD 시리즈이다.

## 줄거리
평범한 고등학생인 시부야 유리는 불량배들에 의해 화장실로 끌려간다. 변기에 처박히는 순간 마족들과 인간들의 전쟁이 끊이지 않는 미지의 세계로 이동하게 된다. 그곳에 도착한 날로부터 마왕으로 대접받게 된 시부야 유리는 잠재되었던 특별한 능력을 발휘하여 파멸의 위기에 처한 진마국을 구해낸다.

## 등장인물

### 진마국
다수의 마족과 마족에게 우호적인 소수의 인간들로 구성된 나라로, 대부분의 인간 국가들과 적대하고 있다.
시부야 유리
성우 : 사쿠라이 타카히로 / 강수진
수세식 변기를 통해 진마국에 도착하게 되는 주인공. 검은 머리카락, 검은 눈동자를 가지고 있는데 이것이 진마국 에서는 진마국을 세운 진왕과 함께 있던 대현자와 같다고 하여, 굉장히 높은 직위로 여겨진다. 또한 살고 있던 지구에서는 평범한 야구소년이지만 이 세계에서는 사랑스런 미남자로 받아들여진다. 이 세계에 도착한 후 전(前) 현시 무녀인 온디느에 의해 본인도 모르는 사이 물의 속성을 가진 마법을 쓰게 되며 마법을 쓸 때에는 평소와는 다른 모습으로 각성한다. 제27대 마왕으로서 발로 뛰는 업무에는 열심이지만 이로 인해 사무적인 업무의 대부분은 그웬달이 하고 있다. 가족은 인간계의 마족인 부친과 인간인 모친. 그리고 지구의 차기 마왕인 형으로 구성되어 있다. 긍정적인 마인드를 가지고 있으며, 남을 상처줄 바에야 자신이 상처받는 게 낫다고 생각하며, 몇 번이나 자신을 배신했던 사라레기를 계속 믿는 순수한 면마저 가지고 있다.
모르기프
성우 : 사쿠라이 타카히로 / 강구한
유리가 소유하는 마검. 칼집의 부분에 기분 나쁜 얼굴이 붙어 있어 뭉크의 절규나 스크림에 비유할 수 있다. 원래는 초대 마왕(진왕)의 소유물로, 몇 백년이나 전에 진마국으로부터 도둑맞아 그 후 유리가 손에 넣을 때까지 인간의 나라가 있는 동굴에 봉인되고 있었다. 이마에 흑요석과 같은 것이 파묻혀 있어 생물의 생명을 흡수해 그것을 에너지로써 사용하지만, 흑요석이 없으면 힘을 발휘할 수 없는 듯. 특별한 주문을 외울 시에 발동한다. 흑요석은 유리가 모르기프를 찾은 후, 모르기프를 가지고 있다고 인간계에 말이 전해지면 인간들이 더욱 강한 무기를 만들 것이라고 하여 요자크에게 버리라고 했으나, 요자크는 그것을 보관하고 있었다. '아'나 '우'라고 하는 신음 소리와 같은 소리를 낸다. 창주를 무찌를 때에는 그 모습이 변하기도 했었다.
웰라 경 콘라트(콘라드)
성우 : 모리카와 토시유키 / 오인성
전왕의 두 번째 아들(차남). 인간인 부친과 마족인 모친 사이에서 태어난 혼혈아. 부친이 인간인 탓에 10귀족에 편입되지 못하였다. 마력이 없기 때문에 마법을 쓸 수 없지만, 진마국 최고의 검사로서 전대 마왕때 일어났던 전장에서 큰 활약을 함으로써 '루텐베르크의 사자'라고도 불린다. 유리의 영혼이 지구로 갈 때 보호자로 갔으며 이름을 지어주었다. 말하자면 유리의 대부. 유리가 진마국에 왔을 때에는 '인어의 눈물'이라는 마력을 증폭시킬 수 있는 푸른 목걸이(콘라드는 수잔나 쥬리아에게서 받았다.)를 주었다. 시부야 유리의 제1측근이며, 유리를 위해서라면 무슨 일이든지 할 각오가 되어있는 듯하다. 폐하 총애도 토토에서 볼프람과 상위를 달리고 있다. 지금은 이렇게 상냥하지만, 옛날에는 꽤 불량 학생이였다.
폰 비레페르트 경 볼프람
성우 : 사이가 미츠키 / 김승준
전(前)왕의 세 번째 아들(삼남). 별명은 와가마마(고집불통)푸(귄터에 의해 지어진 듯하다. 뜻은 '제멋대로 왕자')로 온실 속에서 자란 탓에 성격이 오만하고, 마족에 대한 강한 선민의식을 가져 인간을 매우 싫어한다. 하지만 유리를 만나고 나서 정신적으로 성장하게 된다. 외모는 진왕과 굉장히 빼닮은, 금발의 미소년인 것이 특징. 작중 초반에 문화 차이로 인한 오해로 시부야 유리의 약혼자가 된다. 처음에는 인정할 수 없다고 길길이 날뛰었지만, 어느 순간부터 약혼자임을 내세우며 유리와 행동을 같이 한다던가, 유리가 다른 사람과 필요 이상으로 가까워지는 것을 질투하며 화를 내기 시작한다. 불의 마술사. 통칭 '볼프'라고 한다. 배멀미가 심하다.
폰 보르테르 경 그웬달
성우 : 오오츠카 아키오 / 양석정
전(前)왕의 첫 번째 아들(장남). 무자비하다 할 정도로 엄격하고 강한 진마국 최고의 군부 실력자이지만 아니시나에게 약하며, 항상 아니시나의 실험 대상이 되고는 한다. 스트레스를 풀기 위해 뜨개질로 귀여운 동물 인형을 만드는 것이 취미이며, 귀여운 것을 좋아한다는 의외의 면을 가지고 있다. 초반에는 유리와 사이가 나쁜 듯 보였으나, 스베렐라 사건으로 인해 가까워지게 된다. 땅의 마술사. 10귀족 중 한 명이다. 통칭 '그웬'
폰 크라이스트 경 귄터
성우 : 이노우에 카즈히코 / 구자형
뛰어난 학자이며 진마국에서도 그의 마력은 알아주는 정도. 옛날에는 콘라트의 검술 선생이였다. 시부야 유리를 흠모하는 충신. 굉장히 아름다운 외모로, 유리와 일행들이 4개의 상자 중 하나인 '거울의 수저(水底)'를 찾으러 지구로 향했을 때, 본래 귄터는 지구에 가지 않을 예정이였으나, 지구로 떠나는 그들에게 물건을 전해 주려다 같이 빨려들어가 미국에 도착. 아름다운 외모로, 잠시 모델로 활동한다. 그 잠시 동안에도 굉장한 인기인이 되어, 그를 알아보는 이가 만았다. 통칭 '귄귄'
폰 슈피츠베그 경 체칠리에
성우 : 카츠키 미사코 / 이선
통칭 '체리' 그웬달, 콘라드, 볼프람의 어머니이자 진마국 26대 왕. 뇌쇄적인 아름다움과 마력이 매력포인트. 자유연애가 꿈이라며, 유리에게 왕좌를 맡기고 떠났다. 어째서인지 유리 일행이 위기 상황일 때 나타나고는 한다. 진마국 3대 마녀 중 한 명. 마왕일 시절에는, 그녀의 오빠에게 정치를 모두 맡겼었다.
무라타 켄
성우 : 미야타 코우키 / 안용욱
전생은 진마국의 대현자이자 진마왕의 영원한 동지. 무라타 켄은 환생한 모습으로 전생의 기억을 전부 가지고 있다. 환생 후에도, 여전히 흑발에 흑안을 유지하고 있다.
폰 카베르니코프 경 아니시나
성우 : 타카야마 미나미 / 김아영
10귀족의 일원이며, 그웬달의 소꿉친구. 진마국 3대 마녀 중 한 명이며, 매드 매지컬리스트라 불린다. 연구하는 것은 마력을 위용하는 기계. 여성을 위해 일한다고 하며, 남성을 하등시 하고는 한다.
그리에 요자크
성우 : 타케다 마사노리 / 김래환
그웬달 휘하의 스파이이자 유리와 무라타의 호위. 어린시절 콘라드의 아버지인 던힐리 웰러에 의해 진마국으로 건너왔다. 전대 마왕 때 일어났던 전쟁의 생환자이다. 유리를 '도련님(봇짱)'으로 부른다. 여장이 취미.
우르리케
성우 : 유카나 / 이선
흰색의 긴 머리를 풀고 있는 키가 작은 소녀의 모습이지만 사실 8백살이 넘었다. 초대 진마국의 마왕 '진왕'을 모시는 '진왕묘'의 가장 최고 무녀(현시 무녀)로서 진왕의 의지를 받들어 유리를 진마국으로 불러오기도 하고 보내기도 한다(혼자서는 불가능한 일이며 진왕의 힘이 있어야 한다).
그레타
성우 : 쿠마이 모토코 / 채의진
멸망한 조라시아 황가의 생존자이자 현 마왕인 유리의 양녀.
폰 크라이스트 경 기제라
성우 : 타구치 히로코 / 채의진(2기까지) / 박신희(3기)
16세의 귄터의 양녀이자 군의 의료반에서 일하고 있으며 평소의 착하고 얌전한 모습과는 달리 군에서 부하들을 다룰 때는 매우 엄하고 무서운 모습을 보여준다.
진왕
성우 : 미키 신이치로 / 정재헌
진마국의 살아있는 신. 4천년동안 진마국을 통치한다. 작중에서 무녀 울리케를 통해 신탁을 전달한다. 그의 힘이 없이는 이세계(진마국이 있는 세계)와 지구 사이를 오갈 수 없다.
그리셀라 경 게겐휘버
성우 : 히라타 히로아키 / 안용욱
그웬달의 사촌으로, 마적(마술피리) 탐색이라는 명목으로 진마국에서 추방당해 20년 동안 방랑의 길을 걷는다. 왼쪽이 애꾸눈이 것이 특징으로, 통칭은 '휘브'.
폰 윈코드 경 수잔나 쥬리아
성우 : 미즈노 리사 / 지미애
진마국 3대 마녀 중 한 명으로, 통칭은 '백의 쥬리아'. 태어날 때부터 시각장애인이었지만 빛과 그림자 정도는 구분이 가능했으며, 손 끝에 문자를 대면 그것을 읽을 수 있는 능력을 가지고 있었다. 특히 치유 마법에 뛰어나 전쟁터에서 큰 역할을 했다. 정략결혼으로 폰 그란츠 아달베르트와 약혼한 사이였으며, 상냥하고 차별없이 사람들을 대했기 때문에 진마국 안에서 인망이 높았다. 그러나 인간과의 전쟁에서 게겐휘버 탓에 그녀의 부대는 궁지에 몰렸고, 부상당한 군인들을 치료하다 마력 고갈로 사망하게 된다. 죽기 전 자신의 목걸이(인어의 눈물)을 콘라드에게 전해달라는 부탁을 남긴다.

### 지구
시부야 쇼마
성우 : 츠지타니 코지 / 강구한
유리의 아버지이며 사실은 지구에 있는 마족이다.
시부야 미코
성우 : 카카즈 유미 / 지미애
유리의 어머니이자 쇼마의 아내. 요코하마의 제니퍼로 유명했다고 하며, 펜싱 선수였던 듯.
시부야 쇼리
성우 : 코니시 카츠유키 / 김승준
유리의 형으로 현재 대학생이다. 동생과 달리 능력 있는 청년이지만, 상당한 브라더 콤플렉스에 그걸로 모자라 미소녀 게임 마니아라는 점이 문제. 차기 인간계의 마왕 후보로 현재 인간계의 마왕인 밥의 밑에서 배워나가고 있다.

### 대시마론
진마국과 적대하는 인간 국가들의 우두머리 격 국가로, 제국이다. 진마국에 필적할 정도로 강력한 국력을 과시하며, 인간 국가들 사이에서도 큰 영향력을 가지고 있다. 또한 '세계 통일 전쟁'을 벌여 여러 국가들을 멸망시키고 본국의 영토로 편입했다. 속국으로 소시마론 등을 두고 있다.

### 소시마론
대시마론의 속국들 중에서도 강한 국력을 보유한 나라이다. 형식상 대시마론의 속국이나,실제 대시마론과의 관계는 그다지 좋지 않은 것으로 보인다.
사라레기
성우 : 이시다 아키라 / 남도형
OVA인 '오늘부터 마왕 R'과 '오늘부터 마왕 3기'에 등장하는 소시마론의 17세, 소년왕. TV판에 본격적으로 등장하는 건 3기 초반. 유리를 이용하려고 하지만, 실패한다. 어머니는 성사국의 여왕이고, 사라레기의 호위인 베리우스는 사라레기 어머니의 남동생으로, 소설 내에서는 성사국의 똑 닮은 동생 옐시가 등장한다.
나이젤 와이즈 맥신
소시마론을 위해서라면 비열한 짓도 마다하지 않는 인물. 1기 중반에 등장하여 유리 일행을 끊임없이 방해한다. 창주가 봉인된 네 개의 상자 중 하나인 '대지의 끝'을 입수하고 난 후, 대시마론의 '세계 통일 전쟁'에서 패배한 나라들의 군인들과 유리 일행을 희생양으로 삼아 상자의 위력을 시험해보려고 한다. 하지만 유리의 각성으로 실험은 실패하고 되려 상자를 뺏기게 된다. 이후 대시마론에 있는 또다른 상자 '동토의 겁화'를 얻기 위해 대회에 출전한 유리 일행 앞에 나타나 훼방을 놓지만 번번이 실패하고 수난을 당한다. 잇따른 실패를 만회하고자 2기 초반에는 직접 진마국으로 잠입해 유리를 납치하려 하나 실패하고 성에서 일하는 세 명의 하녀를 인질로 잡아 발악한다. 그러나 인질극 도중 고향에 있는 가족에 대한 그리움을 느껴, 계획을 포기하고 소시마론으로 돌아간다.

### 기타
폰 그란츠 아달베르트
성우 : 테라소마 마사키 / 김영진
금발에 근육질 체형으로, 마주보는 것만으로도 상대를 기죽이게 만드는 전형적인 무인의 생김새를 하고 있다. 진마국 출신으로, 가문끼리의 정략결혼으로 쥬리아와 약혼하게 되었지만 진심으로 그녀를 사랑했었으며, 전쟁터에서 그녀가 죽자 인간과 무의미한 전쟁을 계속하는 마족에게 환멸을 느끼고 진마국을 떠났다. 이후 마력을 포기하는 대신 법석을 통해 인간의 법술을 구사한다. 마족과 인간 모두를 증오하며, 진마국으로 온 유리와 처음으로 조우하여 말이 통하지 않자 유리의 혼에 강제로 침입해 이세계의 언어를 할 수 있게 만든다. 한때 유리를 회유해 마왕 자리를 포기하게 만들려고 했으나, 그가 마왕이 되겠다고 하자 적대 관계에 돌입한다.
니콜라
성우 : 마스다 유키 / 하미경
인간으로 스베렐라에 거주한다. 방랑 중인 게겐휘버와 만나 사랑에 빠져 아기를 갖게 되지만, 이종족과 결혼할 수 없는 법으로 인해 게겐휘버의 목숨이 위태로워지자 그를 살리는 위해 재력가의 아들과 결혼하려고 한다.

## 관련 작품

### 라이트 노벨
타카바야시 토모가 쓴 소설이며 일러스트는 마츠모토 테마리가 그렸다. 각 편마다 제목이 틀리나 항상 마루마(동그라미 안에 魔자가 들어가 있는 형태)가 들어간다. 현재 미완결.
본편은 국내에서는 17권까지 발매, 일본은 현재 17권 발매.
2010.2.10 기준
- 본편
(제목은 한국발매 기준)
1권 오늘부터 '마'가 붙는 자유업!
2권 이번엔 '마'가 붙는 최종병기!
3권 오늘밤은 '마'가 붙는 대탈주!
4권 내일은 '마'가 붙는 바람이 분다!
5권 반드시 '마'가 붙는 태양이 뜬다!
6권 언젠가 '마'가 붙는 해질녁에!
7권 하늘에 '마'가 붙는 눈이 춤춘다!
8권 땅에는 '마'가 붙는 별이 내린다!
9권 가자 '마'가 붙는 바다 끝까지!
10권 이것이 '마'가 붙는 첫걸음!
11권 이윽고 '마'가 붙는 노래가 된다!
12권 보물은 '마'가 붙는 땅속에!
13권 상자는 '마'가 붙는 물밑바닥!
14권 모래는 '마'가 붙는 길 저편!
15권 고향을 향해 '마'가 붙는 배를 몰아라!
16권 앞에는 '마'가 붙는 쇠창살!
17권 뒤에는 '마'가 붙는 돌벽!
18권 어둠에 '마'가 붙는 등불이 켜진다!(가제)
- 외전
(제목은 한국발매 기준)
1권 각하와 '마'가붙는 사랑일기?!
2권 요조숙녀와 '마'가붙는 대모험!
3권 우리 아들은 '마'가붙는 자유업?!
4권 오늘부터 '마'왕?!
5권 진'마'국에서 사랑을 담아

### 애니메이션
NHK 위성 제2텔레비전을 통해 2004년 4월부터 방영을 시작했다. 1기 39화, 2기 39화로 총 78화가 방영되었다. 애니메이션 스토리 진행속도가 원작소설을 따라잡아 부득이 중반부터 원작과 다른 스토리로 진행되고 일부 캐릭터는 삭제되거나 설정이 변경되었다.
2008년 3기 39화로 완결

### OVA
2007년 10월 '今日からマ王! R (오늘부터 마왕! R)'이란 이름으로 각편 30분 분량으로 5편이 발매된다. 애니메이션에서 등장하지 않았던 원작 소설 캐릭터들과 스토리를 다룰 예정이다.

### 만화
원작 소설에서 일러스트를 그렸던 마츠모토 테마리가 원작소설을 바탕으로 한 만화 '오늘부터 마가붙는 자유업!'을 발매했다.
소설과 마찬가지로 미완결이다.
2011.11.23 기준 10권까지 발매

### 게임
BANDAI NAMCO사에서 애니메이션으로 바탕으로 제작한 게임이 PlayStation2로 2개의 작품이 발매됐다.
그외에 Twofive사에서도 애니메이션을 바탕으로 제작한 게임이 PC용으로 발매됐다.
- 今日からマ王！ おれさまクエスト (오늘부터 마왕! 오레사마 퀘스트) - Twofive (2006년)
- 今日からマ王！ はじマりの旅 (오늘부터 마왕! 시작의 여행) - BANDAI NAMCO (2006년)
- 今日からマ王！ 眞マ国の休日 (오늘부터 마왕! 진마국의 휴일) - BANDAI NAMCO (2008년)

## 뒷배경
<창주와의 전쟁>
4000년 전 아직 인간과 마족이 서로 어울려서 살던 무렵 창주라는 거대 괴물이 나타나 세계를 멸망시키려 하자 진왕과 대현자, 그리고 그를 따르는 무리들이 창주와 맞서 싸운다.
<봉인>
창주란 질투, 분노, 슬픔 같은 인간의 부정적인 감정의 총합체. 형태가 없어 완전 소멸이 불가능하자 진왕은 창주의 힘을 4개로 분산하여 대현자가 제작한 4개의 상자에 봉인한다. 각 상자의 이름은 바람의 최후, 땅의 끝, 동토의 겁화 그리고 거울의 물 밑바닥(水底).
4명의 충신들은 자신의 몸의 일부를 상자를 여는 열쇠로 바쳐 자자손손 영원히 이 상자를 지킬것을 맹세한다. 봉인 당시 '바람의 최후'의 열쇠는 로런스 웰라, '땅의 끝'의 열쇠는 지크베르트 볼테르, '동토의 겁화'는 루퍼스 비레페르트, 그리고 '거울의 물 밑바닥'의 열쇠는 에아하르트 윈코트다.
<진마국 건설>
창주를 쓰러트린 이후 진왕은 혈맹성을 짓는다. 한편, 각지에서 인간에게 박해를 받고 도망쳐온 마족들이 진왕을 의지하여 찾아온다. 진왕은 진마국을 건설하고 왕이 된다.
<진왕의 결단>
진왕이 창주를 봉인할 때 창주의 일부분이 진왕의 몸속으로 침투해 와 점차 진왕을 침식해 들어간다. 언젠가는 창주가 완전히 자신을 지배하고 다시 세상을 파괴시킬것을 내다본 진왕은 자신의 몸을 포기한다. 진왕은 영혼의 상태로 진왕묘에 거주하면서 자신보다 더욱 강력한 마왕 육성계획을 세운다. 한편, 대현자는 진왕의 계획을 돕기 위해 윤회를 거듭하면서 대현자로서의 기억을 계속 유지한다.
<지구 마족의 출현>
거울의 물밑바닥의 열쇠인 에라하르트 윈코트는 금단의 상자의 위험을 예측하고 동생 크리스텔 윈코트에게 금단의 상자를 가지고 지구로 떠날 것을 부탁한다. 크리스텔 윈코트는 지구마족의 조상이 되어 인간들과 섞여 산다. 인간들과 섞여 살면서 지구마족은 마력을 잃게 되지만 직계인 지구마족의 마왕 밥(Bob)은 여전히 마력을 유지한다. 지구마왕 밥은 자신의 후계자로 시부야 쇼리(시부야 유리의 형)를 점찍는다.
<준비 완료>
4000년간에 걸친 진왕의 계획은 마무리 단계에 이른다. 수천년간의 영혼 정제과정을 거쳐 최강 마력을 지닌 마왕으로 만들어진 시부야 유리가 지구의 일본에서 태어난다. 유리는 윈코트의 피와 영혼을 받았기에 마왕인 동시에 거울의 물밑바닥의 열쇠다. 대현자는 무라타 켄(Ken Murata)으로 환생하여 시부야 유리의 주위를 맴돌며 진왕의 계획을 남모르게 착착 진행한다.
한편, 새 마왕을 보필할 절대 충신이자 금단의 상자의 열쇠가 될 세 명의 충신을 한데 묶어 두기 위해 같은 어머니를 둔 형제로 태어나게 한 진마왕. 한 술 더 떠서, 이 삼인을 진마국 최대 권력자들로 만들기 위해 이들의 어머니인 체칠리에를 26대 진마왕으로 정한다.
그무렵 창주도 힘을 회복하여 세계각지에 흩어진 상자의 봉인을 점차 무력화시킨다.
<시작>
공간이동을 통해 진마국으로 불려가 왕이 된 시부야 유리 (Yuuri Shibuya), 유리의 최측근이자 바람의 최후의 열쇠인 콘라드 웰라 (Conrad Weller), 유리의 약혼자이자 동토의 겁화의 열쇠인 볼프람 폰 비레펠트(Wolfram von Bielefeld), 엄격하지만 충심을 다해 유리를 지키는 땅의 끝의 열쇠인 그웬달 폰 볼테르(Gwendal von Voltaire), 그리고 일편단심 충신인 귄터 폰 크라이스트 (Günter von Christ)
이들의 부활한 창주를 멸하기 위한 대역사가 시작된다.

## 관련 사이트
- 진마국 왕립 홍보실 (공식 사이트)
- NHK 애니메이션 '오늘부터 마왕' 공식 사이트
- OVA '오늘부터 마왕 R' 공식 사이트